# Georges Grün
Georges Serge Grün (Schaerbeek, 1962. január 25. – ) belga válogatott labdarúgó.

## Pályafutása

### Klubcsapatban
Schaerbeekben, a Brüsszel fővárosi régióban született. Pályafutásának nagy részét az Anderlechtben töltötte. Két alkalommal volt a klub játékosa, először 1982 és 1990, majd 1994 és 1996 között. Az Anderlecht színeiben három bajnoki címet szerzett, a belga kupát két, a szuperkupát egy alkalommal nyerte meg. 1983-ban az UEFA-szuperkupát is sikerült elhódítania a csapatával.  
1990 és 1994 között Olaszországban, a Pármában játszott, mellyel 1992-ben az olasz kupát, 1993-ban pedig a kupagyőztesek Európa-kupáját nyerte meg. Az 1996–97-es idényben a AC Reggiana játékosa volt.

### A válogatottban
1984 és 1995 között 77 alkalommal szerepelt a belga válogatottban és 6 gólt szerzett. Részt vett az 1984-es Európa-bajnokságon, illetve az 1986-os az 1990-es és az 1994-es világbajnokságon.

## Sikerei
RSC Anderlecht
- Belga bajnok (3): 1984–85, 1985–86, 1986–87
- Belga kupa (2): 1987–88, 1988–89
- Belga szuperkupa (2): 1985, 1987

AC Parma
- Olasz kupa (1): 1991–92
- Kupagyőztesek Európa-kupája (1): 1992–93